# Paul Joseph Mukungubila Mutombo
Paul Joseph Mukungubila Mutombo, também conhecido como Gideon Mukungubila, é um líder religioso cristão e autoproclamado profeta na República Democrática do Congo. Foi candidato presidencial derrotado nas eleições gerais de 2006.
Em dezembro de 2013 cerca de 100 seguidores de Mukungubila atacaram a sede da TV estatal, o Aeroporto de N'djili e uma base militar em torno de Quinxassa, com 46 dos atacantes sendo mortos. Mukungubila declarou que estava respondendo ao assédio do governo e forçou os membros da equipe da TV estatal a ler um comunicado proclamando "Gideon Mukungubila surgiu para livrá-los da escravidão de Ruanda."  Um ataque ao quartel da guarda presidencial de Quinxassa em julho de 2014 também foi atribuído a cerca de 20 dos seguidores de Mukungubila.